# ЈУ филм данас
ЈУ филм данас (Yu film danas) био је југословенски двомесечник за питања југословенске кинематографије и филма. Први број, за месеце март и април, изашао је 1988. године у Београду. У овом часопису објављивани су чланци и радови о стању југословенске кинематографије уопште, затим су се обрађивала питања југословенске филмске публицистике, износили су се критички осврти о југословенској продукцији, о драматургији, као и о општем стању филмске уметности у земљи. За часопис су писала највећа тадашња имена филмског и уметничког света, међу којима и Богдан Тирнанић, Живојин Павловић, Слободан Новаковић, Горан Марковић, Раша Попов, Динко Туцаковић, Никола Лоренцин и многи други.

## Редакција часописа
Редакцију овог часописа, са мањим или већим изменама током година, чинили су Миодраг Новаковић, Анђелија Поликарпова, Северин Франић, Мирољуб Стојановић и Александар Костић, а главни уредник био је Северин Франић. Издавачки савет чинили су Радомир Шарановић, Жарко Драгојевић, др Првослав Ралић, Љубиша Самарџић, др Петар Љубојев, Срба Игњатовић, др Петар Божовић, Желимир Жилник, Владимир Блажевски, Радослав Зеленовић, Драган Богутовић, Северин Франић и Халид Кубуровић. Технички уредник био је Миша Живановић, за дизајн заглавља часописа био је задужен Сава Трифковић, а један од издавача током година био је и  АФРЗ Отворени атеље Београда Сингидунум. Неке од штампарија, које су штампале ЈУ филм биле су Прометеј из Новог Сада, затим Просвета, Print Graphic trade и други.

## Спонзори и пријатељи часописа
Часопис је у почетку штампан у тиражу до 1500 примерака али ће временом овај број варирати и углавном бити доста мањи. Финансијску помоћ за реализацију штампе пружао је и Фестивал филмског сценарија у Врњачкој Бањи, као и копирница Чау Чау, која се налазила у Таковској улици 21, у Београду. Други пријатељи часописа били су и Републичка заједница културе Србије, РО Инекс филм из Београда и ВФЦ Застава филм. Каснијих година часопис су помагали Фонд за културу АП Војводине, Републички јавни фонд за културу Босне и Херцеговине и ГИП Култура из Београда. Генерални спонзор броја из 1991. године био је НИП Новости, а 1993. Беобанка. Часопис ће бити финансиран и од стране Министарства културе Србије.

## Претплата
Претплата је 1988. године износила 10.000 динара, за све бројеве који су штампани те године. Наредне године, због инфлације, часопис је излазио у нешто скромнијем обиму и претплата је износила 300 динара. Због кризе у земљи часопис ће почети да излази у смањеном обиму, па ће 1991. године изаћи само четири броја. Цена претплате се јако често мењала, поготово у последњој деценији 20. века, па ће 1993. године један број износити 5.000.000 динара.

## Тематика
Часопис ће све време свог излажења, без обзира на ратне године и године опште кризе у друштву, бити богат квалитетним и озбиљним садржајем. Уредништво је користило сваку прилику да истакне проблеме са којима се филм и филмска уметност суочавала, како у земљи, тако и у иностранству. Неке од питања која су била често разматрана у овом часопису била су: естетика филма, разноликост жанрова у ЈУ филму, документарни филм, пропаганда на филму и многа друга. Неретко су се могли наћи и чланци о великим светским режисерима и њиховим остварењима, као и о домаћим, значајним именима из света филма.